# Heinz Jürgen Wolf
Heinz Jürgen Wolf (Düsseldorf, 16 de enero de 1936 - Bonn, 26 de marzo de 2016) fue un lingüista alemán.
Estudió romanística, anglística y filosofía en las universidades de Colonia y de Aix-en-Provence, y se graduó en francés e inglés en 1962. Concluyó un doctorado en la universidad de Colonia con un trabajo sobre los nombres étnicos franceses, Die bildung der französischen Ethnica (1967). Consiguió la libre docencia en 1970, fue profesor de Lingüística románica en la universidad de Bonn desde 1974. Escribió diversos trabajos sobre las lenguas romances, sobre todo sobre el italiano y el francés y, desde 1983, sobre el sardo; en particular se ha ocupado fonética histórica, formación de las palabras, dialectología y toponomástica. Entre sus publicaciones son dignas de mención las Glosas Emilianenses (1991), una monografía sobre los rasgos lingüísticos de estas, y Französische Sprachgeschichte (1979), una historia de la lengua francesa.

## Obra
- Die Bildung der französischen Ethnica, Ginebra / París, 1967.
- Französische Sprachgeschichte, Heidelberg, 1979.
- Glosas Emilianenses, Hamburgo, 1991.
- Studi barbaricini, Casteddu, 1992.
- Toponomàstica barbaricina, Nugoro, 1998.